# Anorthoscope
Un anorthoscope est un dispositif d'illusion d'optique qui transforme une image anamorphique sur un disque, en une image normale lorsque le disque tourne rapidement et qu'on le regarde à travers les quatre fentes radiales d'un deuxième disque noir, tournant en sens inverse. Il a été inventé en 1829 par Joseph Plateau avant que d'autres recherches sur le même principe le conduisent à l'invention du phénakistiscope en 1832.
Les anorthoscopes à fond noir ont une image translucide et ont besoin d'une fente lumineuse tournant derrière le disque d'image. Pour les rendre translucides, les disques étaient imprégnés d'huile sur le dos et recouverts de vernis des deux côtés.

## Histoire

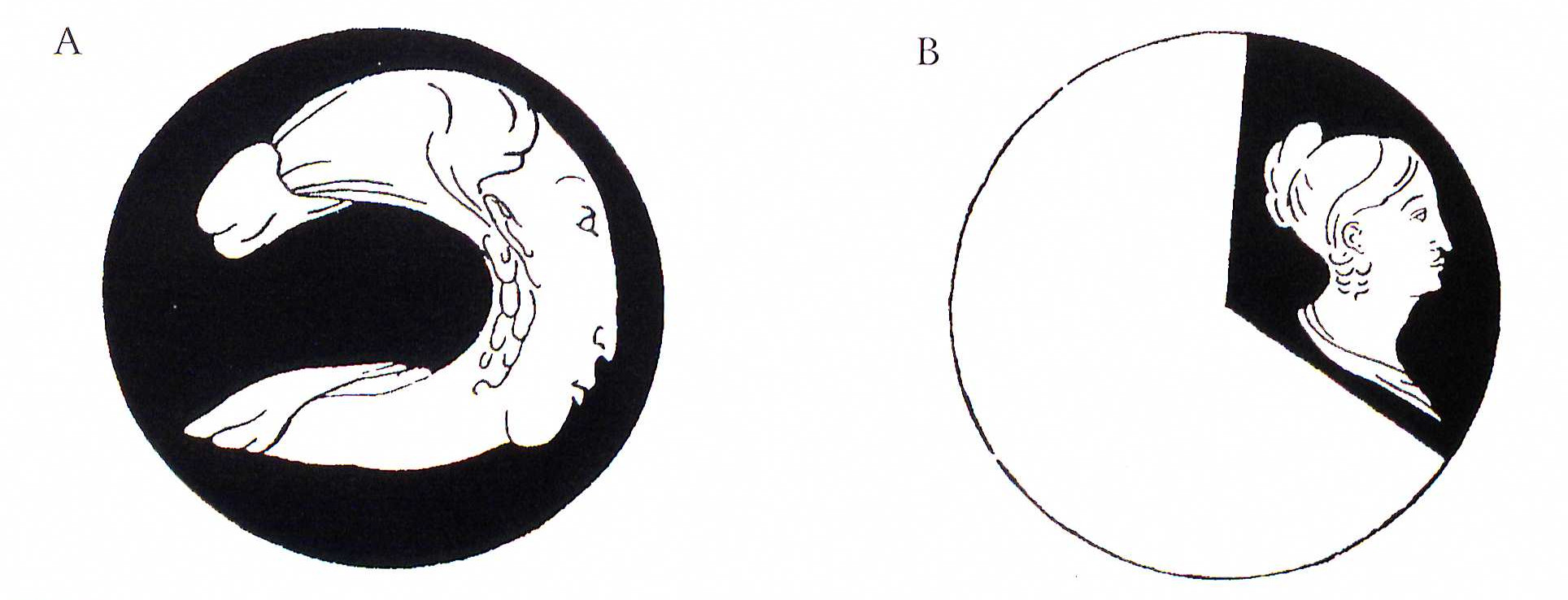
L'image anamorphique du disque (A) et l'image perçue lors de la rotation (B), comme illustré dans Correspondance Mathématique et Physique - Tome VI (1830)

Alors qu'il était étudiant, Joseph Plateau avait remarqué dans des expériences précédentes, lorsque l'on regardait de près à travers deux roues dentées concentriques qui tournaient rapidement dans des sens opposés, qu'une illusion d'optique d'une roue immobile apparaissait. Il a ensuite lu l'article de Peter Mark Roget de 1824, intitulé « Explication d'une illusion d'optique dans l'apparition des rayons d'une roue lorsqu'elle est vue par des ouvertures verticales » qui traitait de la même illusion. Plateau a décidé d'étudier le phénomène et a ensuite publié ses résultats dans « Correspondance Mathématique et Physique en 1828 ».
Le 9 juin 1829, Plateau a présenté son anorthoscope, qui n'avait pas encore de nom, comme « une espèce toute nouvelle d'anamorphoses » dans sa thèse de doctorat « Sur quelques propriétés des impressions produites par la lumière sur l'organe de la vue » à l'Université de Liège. Il a ensuite été traduit et publié dans le magazine scientifique allemand « Annalen der Physik und Chemie ». Une lettre adressée à « Correspondance Mathématique et Physique » datée du 5 décembre 1829 comprenait des images d'un disque et l'image résultante en guise d'illustration de ces « nouvelles espèces d'anamorphoses ».
L'appareil a été commercialisé depuis 1836 par des éditeurs comme Newton & Co à Londres, Susse à Paris (12 disques différents) et J. Duboscq à Paris (au moins 18 disques différents).
Plateau a utilisé le nom « anorthoscope » dans une lettre à son mentor, éditeur et ami Adolphe Quetelet quand il a décidé d'envoyer un exemplaire de l'appareil à Mademoiselle Quetelet comme cadeau. Peu de temps après, il l'a présenté à l'Académie royale de Bruxelles en 1836.
Joseph Plateau a créé une combinaison de son Fantascope (ou phénakisticope) et de l'Anorthoscope entre 1844 et 1849, ce qui eut pour résultat un disque transparent rétro-éclairé avec une séquence de figures animées lorsqu'il tournait en sens inverse derrière un disque noir avec quatre fentes éclairées, tournant quatre fois plus vite. Contrairement au phénakisticope, plusieurs personnes pouvaient voir l'animation en même temps. Ce système n'a pas été commercialisé; seuls deux disques fabriqués à la main se trouvent dans la collection Joseph Plateau de l'Université de Gand. Le peintre belge Jean-Baptiste Madou a créé les premières images sur ces disques et Plateau a peint les suivantes,.

## XXIesiècle
Un article scientifique sur les effets de l'anorthoscope a été publié en 2007.
Un rare anorthoscope complet de 1836 réalisé par Susse avec douze disques a été mis aux enchères pour 44 000 € en 2013. Les deux autres ensembles existants connus de cette édition sont dans la collection Werner Nekes et dans la collection Joseph Plateau au Musée des sciences de l'Université de Gand,.